# 法拉利事件
法拉利事件，是指2012年3月18日凌晨发生在中华人民共和国北京市海淀区保福寺桥附近的一宗致命交通事故。事故涉及一辆黑色法拉利跑车，造成车上一名男性死亡，两名女性重伤。根据后来的媒体报道和调查，死者确认为时任中共中央办公厅主任令计划的儿子令谷（后化名王子云），此次事件及其后续处理被认为对令计划的政治生涯造成了重大影响。

## 事发经过
2012年3月18日凌晨4时左右，北京市海淀区保福寺桥东侧的环路辅道上，一辆黑色法拉利跑车在因降雪而湿滑的路面上失控，撞向路边道墙和护栏，车辆损毁解体。车内共载有三人：一名男子和两名女子。该男子当场死亡，两名女子受重伤被送往医院。。英国《每日电讯报》报道该法拉利型号为458 Spider。
重伤的两名女子皆为25岁，是藏族人。其中扎西卓玛据报是青海省公安厅副厅长的女儿，毕业于中央民族大学；另一位杨吉据报是著名活佛之女，毕业于中国政法大学。杨吉因严重烧伤，最终于2012年7月至8月之间去世。
关于死者的身份，多家境外媒体后来报道称死亡男子是时任中共中央办公厅主任令计划的儿子。香港《南华早报》报道称，令计划的儿子化名为“贾”，后披露其真名为“令谷”。自由亚洲电台、德国之声等媒体则将名字译为“令谷”。在百度上，搜索“令谷”曾显示“根据相关法律法规和政策，部分搜索结果未予显示”，而搜索“令古”则不会。

## 事件影响与后续发展

### 政治影响
此次法拉利车祸发生在薄熙来被免事件发生两天后的敏感时期，引发外界对事件背后政治因素的猜测。事发后，北京安全部队一度出现异动，引发军事政变的传言在社交媒体上流传。后来的报道证实，是令计划动用了中共中央办公厅警卫局（即中央警卫局）的力量封锁了车祸现场，试图掩盖其子的身份和事故真相。
令计划在车祸发生时是中共中央办公厅主任，被认为是时任中共中央总书记胡锦涛的亲近幕僚，一度是2012年下半年举行的中共十八大上晋升政治局常委的热门人选。然而，这起车祸丑闻被认为严重影响了他的政治前途。一位退休的中共高官对媒体表示，中央领导层认为这起车祸是一起重大丑闻，因此令计划不能得到晋升，连胡锦涛也无能为力。2012年9月，令计划被调任中央统战部部长，栗战书接任中央办公厅主任一职。法国《费加罗报》认为，中央统战部部长是排名较低的职务，这一调动显然不是晋升，更像是被边缘化，《RFI》中文网也认为令计划仕途因此受挫。
2012年12月4日《纽约时报》报道，令计划为掩盖儿子车祸身亡的丑闻，不仅欺瞒中共高层，甚至省略了应有的丧事礼仪，最终因此失势。报道还称，2012年6月有人使用令谷的社交媒体账号发布信息表示“谢谢，我没事，别担心”，意在继续掩盖其死亡事实。

### 传闻与猜测
部分境外媒体对车祸细节进行了一些报道和猜测。2012年6月2日，博讯新闻网引述消息人士称，车上三人被发现时全身赤裸，两名女子是北京中央民族大学的学生。2012年9月3日《纽约时报》报道，有官员向该报记者、普利策奖得主张彦证实，死者是令计划的儿子和两名美女，车祸时三人确实全身赤裸。
《苹果日报》报道称，有人要求北京警方更改令计划儿子证件上的名字，并向两名受伤女子的家属支付了两笔高达6900万元新台币的“封口费”，要求她们不得对外张扬，否则家人将逐一失踪，连尸体都找不到。《南华早报》则爆料称，与时任中央政治局常委周永康关系密切的中石油集团高官蒋洁敏将数以千万元计的金钱从中石油集团汇进两名受伤女子的家属银行户口，让其封口。

### 媒体报道与信息审查
相撞事故发生后，中国大陆媒体如《新京报》、《北京晚报》报道了凌晨的法拉利撞车消息，但初期并未说明死者身份。很快，此次事件的信息在中国大陆受到严格审查和封锁。据报道，撰写新闻并拍摄新闻照片的消防人员遭到上级训斥，相机和电脑被没收。中宣部下令《北京晚报》不得传播那张照片。警方、消防部门和几家当地医院均拒绝置评。
《环球时报》英文版在3月20日报道称，“几乎所有关于周日导致一名男子死亡，两名女子受伤的车祸连夜遭到删除，引发人们怀疑已死亡的驾车者的身份。”该文章后来也被屏蔽。不过，有关此次撞车事故的标题报道在环球时报英文版网站仍然可见。撰写报道的记者拒绝置评。
报道指出，该撞车事故令中国共产党感到难堪，中共对于有关党内高级官员的子女享有特权、过着奢华生活的外界看法很敏感。
同时，互联网上关于此次事件的信息也受到严格审查。车祸照片在微博和网站上出现几小时后即被删除。即使是关键词“法拉利”也一度不能在百度和新浪微博等平台上正常搜索。2012年9月，在百度搜索“法拉利 事件”曾显示“搜索结果可能不符合相关法律法规和政策，未予显示。建议尝试其他相关词。”；百度新闻搜索“法拉利跑车撞桥”显示搜到42条结果，但只显示3条。新浪微博也同时屏蔽了法拉利和中央民族大学等多个关键词。
自2014年12月22日晚，在令计划被宣布涉嫌严重违纪并接受调查之后，针对此次事件的信息审查和封锁逐步放松，相关关键词不再完全屏蔽。《人民日报》旗下报纸《环球时报》发表社论提到“民间普遍把它同令家与北京一起‘法拉利车祸’有关的传闻联系起来”，标志着中国大陆媒体对此事件的报道与讨论开始走向公开化。